# Antoni Porowski
Antoni Janusz Porowski (14 de março de 1984) é um apresentador de televisão, chef, ator, modelo e autor polaco-canadense. Ele é o especialista em comida e vinho da série da Netflix Queer Eye (2018–presente).

## Biografia
Porowski nasceu em Montreal, Quebec, depois que seus pais emigraram de Varsóvia para o Canadá com suas duas irmãs mais velhas. Ele cresceu falando polonês, inglês e francês. Ele e seus pais se mudaram para Glade Springs, West Virginia, quando ele tinha doze anos; ele residiu lá e em Montreal durante seus anos de ensino médio antes de retornar a Montreal para completar sua educação secundária no Marianopolis College.
Depois de se formar em psicologia pela Universidade Concórdia, Porowski mudou-se para Nova York para estudar atuação na Neighborhood Playhouse School of the Theatre e graduou-se em 2011. Ele aprendeu a cozinhar sozinho, baseando-se nas receitas de sua avó.

## Carreira
Depois de se mudar para Nova York, Porowski fez vários testes de atuação. Ele afirma que seu sobrenome polonês dificultou a sua busca por empregos, o que o fez anglicizar o seu sobrenome. Ele trabalhou em diversos filmes, como Elliot Loves (2012), Daddy's Boy (2016), The Pretenders (2018) e em um episódio de 2014 da série de TV The Blacklist. Porowski também atuou no curta docudrama de 2015 sobre o massacre de Vinnytsia, To My Father, como Adam Bandrowski. O curta-metragem fez parte do Festival de Cannes 2016.
Nesse meio tempo, ele trabalhou no serviço de alimentação para pagar seu aluguel, primeiro trabalhando como ajudante de garçom em um restaurante polonês familiar. Ele trabalhou na indústria de restaurantes, trabalhando como garçom e sommelier, finalmente gerenciando o restaurante de sushi BondSt.
Em dezembro de 2017, foi anunciado que Porowski foi contratado como especialista em comida e vinho no reboot da série Queer Eye da Netflix, que começou a ser exibido em fevereiro de 2018.
Em junho de 2018, ele anunciou que abriria o The Village Den, um restaurante fast casual no West Village de Nova York. Além disso, Porowski negocia móveis vintage.
Em junho de 2021, Porowski anunciou que faz parte da nova Fundação Equaversity, criada para organizar angariação de fundos internacional para apoiar a comunidade LGBT+ na Polônia.

### Livros
Em abril de 2018, Porowski assinou um contrato com a Houghton Mifflin Harcourt para o lançamento de seu primeiro livro, Antoni na cozinha (do inglês: Antoni in the Kitchen), publicado na primavera de 2019. O livro de receitas resgata a sua origem polonesa, influências do Canadá e dos EUA, como também receitas criadas pelo especialista em comidas. Em setembro, o livro entrou na lista dos best-sellers do New York Times na categoria Advice & How-To, ficando em segundo lugar.
Em 2021, após o grande sucesso do seu primeiro livro, foi publicado Antoni:Let's Do Dinner.

## Vida pessoal
Porowski afirma que sua sexualidade é "um pouco mais fluida ao longo do espectro" e prefere não se rotular. Ele namorou Joey Krietemeyer por mais de sete anos antes de anunciar sua separação em outubro de 2018. Desde o final de 2019, Porowski está namorando Kevin Harrington.

## Prêmios e homenagens
- Em setembro de 2018, Porowski ao lado dos co-apresentadores de Queer Eye receberam o Prêmio Emmy na categoria Melhor Série de Variedades Curtas (do inglês: Outstanding Short Form Variety Series).[20]
- Em novembro de 2019, foi nomeado a Celebridade mais sexy de Reality (do inglês: Sexiest Reality Star) pela revista estadunidense People.[21]

## Filmografia

### Televisão e web
| Ano                    | Título                                                                                               | Papel           | Notas                                                                    |
| ---------------------- | --- | --------------- | ------------------------------------------------------------------------ |
| 2010                   | Blue Mountain State                                                                                  | Lacrosse Player | Episódio: "LAX"                                                          |
| 2014                   | The Blacklist                                                                                        | Lead Officer    | Episódio: "Monarch Douglas Bank (No. 112)"                               |
| 2018–presente          | Queer Eye                                                                                            | Ele próprio     | Elenco principal, 47 episódios                                           |
| 2018                   | Nailed It!                                                                                           | Ele próprio     | Convidado especial, Episódio: "Bônus: 3, 2, 1... Ainda não está pronto!" |
| 2018                   | Don't Watch This                                                                                     | Ele próprio     | Episódio: "Antoni Psycho"                                                |
| 28 de junho de 2018    | W Magazine: "Queer Eye Cast Gives Life Advice"                                                       | Ele próprio     |                                                                          |
| 10 de julho de 2018    | ELLE: "Queer Eye's Antoni Porowski Insta-Stalks The Fab Five"                                        | Ele próprio     |                                                                          |
| 12 de julho de 2018    | Marie Claire: The Cast of Queer Eye Play 'How Well Do You Know Your Co-Star'                         | Ele próprio     |                                                                          |
| 5 de setembro de 2018  | BUILD Series: "Tan France & Antoni Porowski Join The Table"                                          | Ele próprio     |                                                                          |
| 10 de novembro de 2018 | Health Magazine: "My Mantra Is... Tan France & Antoni Porowski"                                      | Ele próprio     |                                                                          |
| 12 de novembro de 2018 | Tinder: "Jonathan Van Ness And Antoni Porowski Critique Dating Advice"                               | Ele próprio     |                                                                          |
| 2019                   | Lip Sync Battle                                                                                      | Ele próprio     | 5ª Temporada, Episódio 1                                                 |
| 2019                   | Big Mouth                                                                                            | Ele próprio     | 3ª Temporada                                                             |
| 12 de março de 2019    | The Hollywood Reporter: "Antoni Porowski Teases Queer Eye Season 3"                                  | Ele próprio     |                                                                          |
| 15 de março de 2019    | Bon Appétit: "Queer Eye's Antoni Porowski Tries to Keep Up with a Professional Chef"                 | Ele próprio     |                                                                          |
| 20 de março de 2019    | Watch What Happens Live with Andy Cohen: "How Did Antoni Porowski And His ‘Flipping Out’ Beau Meet?" | Ele próprio     |                                                                          |
| 29 de março de 2019    | WIRED: "Queer Eye Cast Answer the Web's Most Searched Questions"                                     | Ele próprio     |                                                                          |
| 16 de abril de 2019    | Bustle: Queer Eye’s Antoni Porowski Tries AERIAL YOGA                                                | Ele próprio     |                                                                          |
| 21 de maio de 2019     | Harper's BAZAAR: "Queer Eye's Antoni Porowski's Nighttime Skincare Routine"                          | Ele próprio     |                                                                          |
| 10 de julho de 2019    | NHL: "Antoni Porowski discusses Canadians, meme stardom"                                             | Ele próprio     |                                                                          |
| 5 de setembro de 2019  | Harper's BAZAAR: "Everything Queer Eye's Antoni Porowski Eats In A Day"                              | Ele próprio     |                                                                          |
| 6 de setembro de 2019  | Cosmopolitan                                                                                         | Ele próprio     |                                                                          |
| 12 de setembro de 2019 | NYT Cooking                                                                                          | Ele próprio     |                                                                          |
| 16 de setembro de 2019 | The Daily Show with Trevor Noah: "Celebrating Food as a Love Language with Antoni in the Kitchen"    | Ele próprio     |                                                                          |
| 18 de setembro de 2019 | BuzzFeed Celeb: "Antoni Porowski From Queer Eye Reads Thirst Tweets"                                 | Ele próprio     |                                                                          |
| 8 de outubro de 2019   | Glamour Magazine UK                                                                                  | Ele próprio     |                                                                          |
| 20 de novembro de 2019 | BuzzFeed Celeb: "Antoni And Jonathan Van Ness Take The BFF Test"                                     | Ele próprio     |                                                                          |

### Filmes
| Ano  | Título         | Papel           | Notas          |
| ---- | -------------- | --------------- | -------------- |
| 2008 | The Diary      | Eric            | Curta-metragem |
| 2011 | The Apartment  | Stranger        | Curta-metragem |
| 2012 | Elliot Loves   | Pai de Elliot   |                |
| 2013 | Withdrawal     | Louis           | Curta-metragem |
| 2015 | To My Father   | Adam Bandrowski | Curta-metragem |
| 2016 | Daddy's Boy    | Christian       |                |
| 2018 | The Pretenders | Antoni          |                |
| 2018 | Horror Time    | Jacob           |                |
| 2016 | Blood Surf     | Simon           |                |

### Clipes musicais
| Ano  | Música                              | Artista                              |
| ---- | ----------------------------------- | ------------------------------------ |
| 2018 | "This Is Me (The Reimagined Remix)" | Keala Settle, Kesha, & Missy Elliott |
| 2019 | "You Need to Calm Down”             | Taylor Swift                         |